# سعيد العتبة
سعيد دويكات العتبة (مواليد:1951/1/5) من مدينة نابلس. أقدم أسرى الفلسطينيين وعميدهم خلف قضبان السجون الإسرائيلية بعد أن قضى فيها اثنان وثلاثون عامًا.

## بداية اعتقاله
أنهى دراسة الثانوية العامة في مدارس نابلس. اعتقل وهو في السادسة والعشرين من عمره بتاريخ 1977/7/27. حيث اقتحم الجنود البيت وقاموا بتحطيم كلّ ما فيه قبل أن يقتادوا سعيداً وشقيقه نضال إلى المعتقل.
نضال أمضى في السجن عاماً كاملاً ثم أفرج عنه ليواصل دراسته ويصبح طبيباً في حين بقيَ سعيد حتى اليوم خلف قضبان السجون. وبكلّ أسى تذكّر أم راضي أن نفس اليوم الذي اعتقل فيه سعيد كان لدى الأسرة مناسبة فرح أخرى غير الاستعداد لخطبة سعيد وهي زواج شقيقته الذي صادف نفس اليوم لتحوّل غربان الليل فرحة الأعراس إلى أحزان الوداع وضيق الفراق الذي لم يتوقع أحد أن يمتدّ كلّ ذلك الزمان.
و تتحدّث أسرة سعيد عنه بأنه لم يظهر منه ما يشير إلى عضويته بأيّ تنظيم مسلح. وتروي أخته سناء عنه: «كان العمل الوطني في السبعينات مختلفاً عما هو عليه الآن، فالمشاركون فيه قلّة ومن يسير في مسيرة أو يشترك بمظاهرة أو يوزّع منشوراً يحصل على حكم عالٍ جداً من المحاكم الصهيونية».
و تضيف أنه رغم ذلك فإن سعيد انخرط بالعمل الوطني رغم قلة العاملين في ذلك المجال إبان تلك الفترة من السبعينات.
و عن ظروف اعتقاله تقول شقيقته سناء إن أحد رفاقه في العمل المسلح قد اعتقل أثناء توجّهه لزرع عبوات في سوق الكرمل بين يافا وتل أبيب ورغم علم سعيد بذلك إلا أنه اختار البقاء حيث كان بإمكانه مغادرة الضفة الغربية قبل اكتشاف أمره وأنه يقف خلف المجموعة التي كانت تنفّذ تلك العمليات.
و تضيف أن زميله الذي اعتقل قد أجبر تحت ضغط التعذيب الشديد على الاعتراف عن سعيد وبعد ثلاثة أيام من اعتقاله تم اعتقال سعيد وإغلاق منزله حيث وجّهت له تهمة الاتصال برجال المقاومة الفلسطينية والتخطيط والإشراف والمسؤولية عن تنفيذ عمليات مسلحة ضد الاحتلال إضافة إلى اعتباره أحد أبرز خبراء تحضير العبوات الناسفة وقيادته للجناح المسلح للجبهة الديمقراطية لتحرير فلسطين في ذلك الحين.

## حياته داخل المعتقل
تقول والدة الأسير سعيد إنه وبعد اعتقاله أصبح عضواً في المكتب السياسي للجبهة الديمقراطية وأحد صانعي قرارها قبل أن يلتحق باتحاد الشباب الديمقراطي الفلسطيني (فدا) ويصبح عضواً في مكتبها السياسي كذلك من داخل المعتقل، حيث يلعب الأسرى الفلسطينيون خاصة أصحاب المحكوميات العالية دوراً هامّاً وأساسياً في المعركة السياسية للشعب الفلسطيني.
و تضيف الوالدة أنه رغم تبوئه لهذه المواقع الهامة لم تنجح تبادلات الأسرى المعقودة بين الفصائل الفلسطينية والاحتلال في الإفراج عنه خاصة وأن تبادل العام 1985 مع الجبهة الشعبية لتحرير فلسطين - القيادة العامة قد منحه فرصة كبيرة حيث كان قد أمضى في ذلك الحين 9 سنوات.

مكث سعيد في سجن نابلس عامًا واحداً، ثم انتقل إلى سجن بئر السبع فعسقلان قبل أن يُعاد إلى سجن جنيد لينتقل بعدها إلى سجن نفحة الصحراوي.
و في إحدى الزيارات بتاريخ 13/12/1989 لم يحتمل الوالد أبو راضي وضع ابنه داخل السجن فأصيب في السجن بجلطة قلبية على باب السجن ونقل بعدها إلى مستشفيات نابلس حيث أصابته الجلطة الثانية وتوفي على الفور.
وتروي والدنه أنها في آخر مرة رأته داخل السجن كان يعاني من ضعفٍ في البصر إضافة إلى خلع أسنانه واهتراء لثّته وضعف حالته الجسدية ونحل قوامه اللافت.
و تقول شقيقة الأسير سعيد سناء: "لقد تقدّم أحد المحامين بطلب استئناف ضد الحكم الصادر بحق سعيد ومدته مؤبّد وضد إغلاق البيت غير أن الاحتلال لم يتجاوب مع الاستئناف وبقي سعيد على حكمه وبقي البيت مغلقاً مدة 17 عاماً.
و عن سعيد تقول الوالدة: «لقد كنّى سعيد نفسه باسم أبو الحسن غير أنه داخل المعتقل أصبح يسمى» أبو الحكم«من قبل زملائه الأسرى حيث عرف بأنه حاكم عادل وطرف توفيقي يسعى دوماً للتصالح والمصالحة بين الفصائل عند أيّ إشكال، وأنه قد تميّز بعلاقاته الطيبة من الجميع داخل المعتقل وهو ما جعله أحد الرموز العامة للأسرى ويلاقي هناك قبولاً عاماً من جميع السجناء».

## سعيد العتبة حرًا
خرح العتبة من السجن سنة 2008، وقد دخل موسوعة جينيس للأرقام القياسية كونه أول أسير سياسي يقضي ثلاثين عامًا في السجن.